# مسجد المهاجرين
مسجد المهاجرين (بالاندونيسية: Masjid Al-Muhajirin Kepaon) هو مسجد يقع في قرية كيباون في دنباسار بالي، ينتمي المسجد إلى المسجد القديم في المدينة وليس إلى المسجد الذي يقع في وسط المدينة .

## التاريخ
بناء على السجلات التاريخية تأسس المسجد في عام 1326 هـ، عندما أنشأ لأول مرة كان اسمه مسجد التقوى ويبلغ قياس مساحته 12 متر في 12 متر، في وقت سابق بني مسجد همس المرسلين في بوغيس الملايو، ثم طالب سكان قرية بالي كيباون بنقل المسجد إلى القرية وتسميته بمسجد المهاجرين .

## ترميم المسجد
في عام 1976 تصدعت جدران المسجد بسبب صدمة الزلزال التي هزت جزيرة بالي مع قوة من 6.7 بمقياس ريختر، وتقرر أنه يجب إعادة بناء المسجد واستغرق وقتا طويلا لإعادة بناء المسجد، وسارت أعمال البناء ببطء حتى عام 1991، تم إعادة بنائه المسجد القديم في وقت لاحق إلى مبنى دائم مبنى من طابق واحد.